# Laryszów

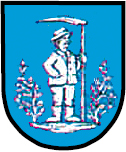
Nieoficjalny herb wsi Laryszów

Laryszów (niem. Larischhof) – wieś sołecka w Polsce położona w województwie śląskim, w powiecie tarnogórskim, w gminie Zbrosławice.
Miejscowość założył Gustaw von Larisch w 1777 roku.
Na terenie wsi działalność duszpasterską prowadzi Kościół Ewangelicko-Augsburski (samodzielna parafia).
W latach 1975–1998 miejscowość należała administracyjnie do województwa katowickiego.
W okresie hitlerowskiego reżimu w latach 1936–1945 miejscowość nosiła nazwę Alt Larischhof, ponieważ powstała w tym czasie gmina, składająca się z Miedar z Kopaniną, Wilkowicami i samym Laryszowem, sama nazywała się Larischhof.